# 唐燿
唐燿（1905年—1998年），男，原籍安徽泾县，生于江苏扬州，中国木材学家，曾任中国林学会副秘书长，第五、六届全国政协委员。
1927年，毕业于国立东南大学理科植物系，后到江苏扬州中学任生物教员。
1930年，应以前的老师胡先骕的邀请到北平加入静生生物调查所，专门从事木材研究。
1932~1935年，完成了《中国木材研究》论文（英文）7篇，出版了中国第一部木材学专著《中国木材学》。
1935~1938年，美国耶鲁大学留学，获博士学位。博士论文《金缕梅科木材系统解剖的研究》。